# Fulvio Paganin
Fulvio Paganin (Torino, 31 dicembre 1976) è un direttore artistico, produttore cinematografico e regista italiano.

## Biografia
Fondatore di Distretto Cinema, è direttore artistico di manifestazioni cinematografiche tra cui Cinema a Palazzo, arena che si tiene dal 2012 all'interno dei Musei Reali di Torino. 
Ha esordito come regista con il lungometraggio Tempo perso, film premiato come migliore opera prima al Premio Europeo Massimo Troisi nel 2002. All'attività di regista ha affiancato quella della produzione cinematografica e della direzione artistica di Festival ed eventi culturali nazionali legati al cinema.

## Filmografia parziale

### Produttore
- Ultimo dia de libertad, regia di Rodolfo Colombara e Emanuela Peyretti (2009)
- Siete in salvo, scritto da Pupi Avati (2019)
- Esterno giorno, regia di Giulia Magno – opera di videoarte (2022)

### Regista
- Tempo perso (2001)
- Kima – cortometraggio (2006)
- La mia finestra si affaccia sempre sulla piazza sbagliata – cortometraggio (2006)
- Riflessi – cortometraggio (2009)

## Teatro

### Produttore
- Tracce d’autore, regia di Danny Lemmo (2013)
- The General vs. Perturbazione con i Perturbazione (2014)
- La passion de Jean d’Arc live con Eleonora Giovanardi (2018)

### Regista
- Io, serva de' servi (2006)
- Lega-menti (2009)

## Riconoscimenti
- 2002 – Premio Europeo Massimo Troisi
  - Miglior opera prima
  - Candidatura per miglior regia
- 2002 – Alternative Film Festival
  - Miglior lungometraggio
- 2006 – Festival Internazionale Inventa Un Film
  - Menzione speciale